# S (椎名慶治のアルバム)
『S』（エス）は、2013年1月16日に発売された椎名慶治の2枚目のオリジナルアルバム。

## 解説
前作『RABBIT-MAN』から約2年ぶりとなるオリジナルアルバムで、ミニアルバムの『I & key EN』からは約8か月ぶりのアルバム。タイトルの『S』は、椎名自身の頭文字（Shiina）、ソロ（Solo）、シンガー（Singer）、SURFACEなど、椎名にまつわる“S”にちなんでいる。
アルバムには、ソロ1stシングルである「I Love Youのうた」をはじめ、テレビ朝日系「ビートたけしのTVタックル」のエンディングテーマだった「フラット♭」や、テレビ東京系「お金がなくても幸せライフ がんばれプアーズ!」のエンディングテーマだった「駆け出しのヒーロー」など、全14曲が収録されている。アルバム発売の公式発表時、収録曲は全12曲の予定だったが、椎名自身の強い希望で全14曲が収録されることになった。

## 収録曲
1. 僕等の中
作詞:椎名慶治、作曲・編曲:椎名慶治・山口寛雄
2. いざ尋常に
作詞:椎名慶治、作曲:椎名慶治・山口寛雄、編曲:大久保友裕
3. お節介焼きの天使と悪魔と僕
作詞:椎名慶治、作曲:椎名慶治・山口寛雄、編曲:磯貝サイモン
4. call my name
作詞:椎名慶治、作曲:椎名慶治・山口寛雄、編曲:REO
5. I still...-アイシテル-
作詞:椎名慶治、作曲:椎名慶治・山口寛雄、編曲:REO
6. I Love Youのうた
作詞:椎名慶治、作曲:椎名慶治・山口寛雄、編曲:オダクラユウ
  - 1stシングル
7. フラット♭
作詞:椎名慶治、作曲:椎名慶治・山口寛雄、編曲:大久保友裕
  - テレビ朝日系「ビートたけしのTVタックル」エンディング・テーマ
8. これからも
作詞:椎名慶治、作曲・編曲:椎名慶治・山口寛雄
9. 愛のせいじゃない 愛は関係ない
作詞:椎名慶治、作曲:椎名慶治・山口寛雄、編曲:大久保友裕
10. lo0p
作詞:椎名慶治、作曲:石垣愛、編曲:岸利至・石垣愛
11. byte × bite -type S-
作詞:椎名慶治、作曲:椎名慶治・山口寛雄、編曲:Team S
12. 駆け出しのヒーロー
作詞:椎名慶治、作曲・編曲:椎名慶治・山口寛雄
13. ハッピーロンリーライフ
作詞:椎名慶治、作曲:椎名慶治・山口寛雄、編曲:オダクラユウ
  - 1stシングルc/w曲
14. 遮ニ無ニ[6]
作詞:椎名慶治、作曲:椎名慶治・山口寛雄、編曲:A K I R A

## MV
「いざ尋常に」 - YouTube
「お節介焼きの天使と悪魔と僕」 - YouTube
「I Love Youのうた」 - YouTube